# Parigi-Tours Espoirs 2012
La Parigi-Tours Espoirs 2012, settantesima edizione della corsa e valida come evento dell'UCI Europe Tour 2012 categoria 1.2, riservata agli Under 23, si svolse il 7 ottobre 2012 su un percorso di 183 km. Fu vinta dal francese Taruia Krainer che giunse al traguardo con il tempo di 3h49'24", alla media di 47,86 km/h.
Al traguardo 126 ciclilsti portarono a termine il percorso.

## Ordine d'arrivo (Top 10)
| Pos. | Corridore       | Squadra      | Tempo    |
| ---- | --------------- | ------------ | -------- |
| 1    | Taruia Krainer  | Vendée U     | 3h49'24" |
| 2    | Warren Barguil  | CC Étupes    | a 4"     |
| 3    | Maxime Renault  | Sojasun-ACNC | a 10"    |
| 4    | Fabio Silvestre | Leopard      | s.t.     |
| 5    | Quentin Bernier | CR4C Roanne  | a 15"    |
| 6    | Matthias Legley | Soenens      | a 21"    |
| 7    | Yves Lampaert   | EFC          | a 26"    |
| 8    | Edward Theuns   | VL Technics  | s.t.     |
| 9    | Niels Reynvoet  | Lotto U23    | s.t.     |
| 10   | Laurent Évrard  | Wallonie Br. | s.t.     |